# Woolston Black
Woolston Black es una variedad cultivar de ciruelo (Prunus domestica), de las denominadas ciruelas europeas.
Una variedad de ciruela encuadrada dentro del grupo de las Reinas Claudias, criada en Southampton, por el señor Mr. Dowling.
Las frutas tienen un tamaño medio de forma oval redondeada, con la piel color púrpura oscuro recubierta de una ligerísima capa de pruina, y pulpa de un color verde amarillento, textura firme a blanda, jugosa, dulce, azucarada, tierna, aromática, buena variedad de postre fresco en mesa.

## Sinonimia
- "Reine-Claude de Woolston",
- "Reine-Claude Noire de Woolston",
- "Woolston Black",
- "Woolston Black Gage",
- "Woolston Gage"
- "Woolston's Black Gage",
- "Woolston's Violette Reine-Claude".[3]

## Historia
'Woolston Black' variedad de ciruela encuadrada dentro del grupo de las Reinas Claudias, criada en Southampton, por el señor Mr. Dowling en 1843. Catalogado por primera vez en 1855.
Ha sido descrita por: 1. McIntosh Bk. Card. 2:53. 1855. 2. Horticulturist 13:168. 1858. 3. Mas Le Verger 6:153, fig. 77. 1866-73. 4. Mathieu Nom. Pom. 454. 1889. 5. Can. Exp. Farms Rpt. 433. 1905.
'Woolston Black' está cultivada en diversos bancos de germoplasma de cultivos vivos, tales como en National Fruit Collection (Colección Nacional de Fruta) de Reino Unido con el número de accesión: 1949-232 y Nombre Accesión : Woolston Black. Recibido por "The National Fruit Trials" (Probatorio Nacional de Fruta) suministrada por "G.M. Taylor", Longniddry, East Lothian, para evaluar sus características en 1949.

## Características
'Woolston Black' es un árbol vigoroso y vital. Las ramas principales son de ángulo amplio. Es autofértil, la flor es medianamente grande y bien desarrollada. Es bastante tolerante a las heladas tardías durante la época de floración. Tiene un 10% de floración para el 16 de abril, para el 20 de abril 80% de floración y para el 2 de mayo el 90% de caída de pétalos.
'Woolston Black' tiene una talla de tamaño mediano, de forma redondeada, no simétrica y ligeramente irregular, con un peso promedio de 13,50gr; epidermis tiene una piel moderadamente gruesa, firme, de color negro violáceo cuando está completamente maduro, con una ligera capa de pruina blanquecina, con línea de sutura no pronunciada; cavidad profunda y ancha; pedúnculo de longitud medio 11,20mm, grueso, leñoso; pulpa de color verde amarillento, textura firme a blanda, jugosa, dulce, azucarada, tierna, aromática.
Hueso semi separable, grande compacto, alargado, asimétrico curvado, con el surco dorsal muy ancho y profundo, los laterales más superficiales, zona ventral sobresaliente, superficie rugosa.
Su tiempo de maduración varía según la región y las condiciones climáticas, maduración en temporada media en la tercera decena del mes de agosto. Las frutas son óptimas para procesamiento en compota.

## Usos
La temporada de maduración es media. Los frutos y tienen una excelente calidad como fruta fresca en mesa y también destinada a la elaboración de compotas. Tiene un alto potencial de cultivo que también se manifiesta en los años con heladas tardías siempre que se apliquen todas las prácticas de cultivo.